# 日本の国立公園
日本の国立公園（にほんのこくりつこうえん）では、日本における国立公園について記述する。
日本における国立公園は、自然公園法に基づき、日本を代表する自然の風景地を保護し利用の促進を図る目的で、環境大臣が指定する自然公園の一種である。国定公園が都道府県に管理を委託されるのに対し、国立公園は国（環境省）自らが管理する。日本の国立公園の面積の約60%が国有地である。

## 歴史

国立公園指定地の概略

日本では1931年に自然公園法の前身である国立公園法が施行され、1934年3月16日に瀬戸内海国立公園、雲仙国立公園、霧島国立公園の3か所が最初の指定を受けた。
第二次世界大戦前の台湾と朝鮮半島でも国立公園指定の動きがあり、1937年12月27日に台湾の大屯山、新高阿里山、次高タロコの3箇所が日本の国立公園に指定された。
下記の一覧表に記載された通り、1934年12月4日に5箇所、1936年に3箇所、1946年に2箇所、1949年に2箇所、1950年に2箇所、1955年に2箇所、1957年に国立公園法が全面的に改定されて自然公園法が制定されるまでに合計19箇所（台湾を除く）が指定された。
2017年3月7日までに37箇所の国立公園が指定されてきたが、前記の台湾の3箇所の国立公園が日本の統治権放棄により消滅したために、現在は34箇所の国立公園が存在している。

### 21世紀以降の動向
2007年8月1日、西表国立公園の区域を拡大して沖縄県石垣島の一部を編入し、同国立公園の名称を西表石垣国立公園に変更した。これは、1964年の富士箱根伊豆国立公園以来43年ぶりの大規模な拡張である。この拡張により、新空港問題などで有名となった白保地区等が海中公園地区に指定され、同国立公園の海中公園の面積は日本の国立公園中で最大となった。
また、同年8月30日に日光国立公園から尾瀬地域を分離し、周囲を新たに編入する形で尾瀬国立公園が新設された。これは釧路湿原国立公園以来20年ぶりの国立公園の新設である。
2010年11月、環境省は霧島屋久国立公園を霧島地域と屋久島地域に分割して別々の国立公園とする方針を決め、2011年12月22日には同省の中央環境審議会自然環境部会が答申した。霧島地域は従来の霧島山・錦江湾地域に加えて姶良カルデラ地域を加え「霧島錦江湾国立公園」と名称を変更し、独立する屋久島地域は屋久島国立公園となる。2012年3月16日、正式に両国立公園が指定されて『官報』への公示が行われ、両国立公園が発足した。
2011年5月、環境省は東日本大震災からの復興支援と震災の様子を後世に伝えることを目的に、陸中海岸国立公園と南三陸金華山国定公園に1つの青森県立自然公園（種差海岸階上岳県立自然公園）、3つの宮城県立自然公園（県立自然公園気仙沼、硯上山万石浦県立自然公園、県立自然公園松島）を加えて（仮称）三陸復興国立公園に再編する構想を明らかにした。2013年5月24日に、ひとまず、青森県の種差海岸階上岳県立自然公園を編入して三陸復興国立公園に改称した。
2014年3月5日、沖縄県の慶良間諸島周辺が沖縄海岸国定公園から削除されるとともに新たに区域を指定され、新設の慶良間諸島国立公園となった。国立公園の新規指定は屋久島国立公園以来であるが、屋久島国立公園やその前に指定された尾瀬国立公園はその多くの地域が既に既存国立公園に指定されており、事実上の分離指定である。完全な新設国立公園の誕生は釧路湿原国立公園（1987年）以来27年ぶりであった。その後
2017年3月7日、環境省は奄美群島国定公園の範囲を見直して奄美群島国立公園の指定を行った。
2015年3月27日、上信越高原国立公園のうち、新潟県と長野県の県境に位置する、妙高山を代表とする妙高火山群と、戸隠山を代表とする戸隠連峰などを分離する形で、妙高戸隠連山国立公園が新設された。
2015年3月31日、かねてから予定されていた南三陸金華山国定公園の三陸復興国立公園への編入が行われた。これにより三陸復興国立公園は青森県から牡鹿半島（宮城県）の先まで広がることになった。
2015年9月24日、吉野熊野国立公園の面積拡張。和歌山県南部にある二つの県立自然公園が同国立公園に編入された。
2016年3月23日、環境省は西表石垣国立公園の西表地域を西表島全域に広げ、イリオモテヤマネコの保護の強化につなげることを決定した。3月には『官報』告示の見込みである。引き続き2016年2月27日、環境省は沖縄本島北部の山原（やんばる）地域を国立公園に指定する方針を明らかにした。そして2016年9月15日、やんばる国立公園の名称で国立公園に指定された。奄美大島、徳之島、西表島、そしてやんばるを含む4地域を世界自然遺産「奄美・琉球」の推薦地域として登録を後押ししたい考えのもとに実施した。のちに同地域は世界自然遺産に批准された。
2017年8月8日、阿寒国立公園の区域を拡張、名称を阿寒摩周国立公園に変更。
2024年6月25日、日高山脈襟裳国定公園の範囲を見直し、日高山脈襟裳十勝国立公園に名称変更して指定。

## 国立公園の区分
日本の国立公園・国定公園の保護区分は、大きく分けて次の4つがある。
- 普通地域
  - 制限は最小限だが、基準を超える工作物の建築、広告の表示、土石の採取、地形の変更などには届出が必要。
- 特別地域
  - 風致の維持に重要な地域が指定され、その重要度により第一種から第三種までの区分がある。
    - 普通地域で届出が必要な行為に加え、指定動植物の採取や損傷、建物の色の塗り替え、自動車や船の乗り入れなどに「許可」が必要になる。また、本来の生息地でない動物を放すこと、本来の生育地でない植物を植栽したり、その種子をまくことにも「許可」が必要になる。
- 特別保護地区
  - 特別地域内でも特に重要な地区。特別地域で許可が必要な行為に加え、全ての動植物の捕獲・採取（落葉や枯れ枝も含む）・損傷をすること、植物を植栽し、またはその種子をまくこと、動物を放つこと（家畜の放牧を含む）、焚き火をすることなどに許可が必要となる。ただし学術目的や地域住民の生活に必要な行為・各自治体等でなければ許可されることはほとんどなく、実質的に「禁止」と考えてよい。また、これらの地域では盗掘を防ぐため、植生などのマップの公開を禁止される場合や立ち入りが一部禁止される場合もある。
- 海域公園地区
  - 海域の地形や生物の景観の優れた場所で、指定動植物の採取、地形変更、汚水の排出などに許可が必要。1970年の自然公園法改正で「海中公園」として誕生し、2010年に「海域公園」と改正された。

国立公園の指定面積（陸地のみ）は日本の国土面積の6.5%に達する。区分別面積を見ると、国定公園に比べて特別保護地区や第一種・第二種の上位区分の面積・比率が大きいが、普通地域の面積・比率も国定公園より大きいというデータになっている。
| 陸地総面積 | 特別保護地区 | 一～三種特別地域 | 一～三種特別地域 | 一～三種特別地域 | 一～三種特別地域 | 普通地域 | 海域公園 （総面積に含まれない） |
| 陸地総面積 | 特別保護地区 | 第一種特別地域   | 第二種特別地域   | 第三種特別地域   | 合計             | 普通地域 | 海域公園 （総面積に含まれない） |
| ---------- | ------------ | ---------------- | ---------------- | ---------------- | ---------------- | -------- | ------------------------------- |
| 2,444,364  | 366,126      | 331,750          | 549,524          | 578,709          | 1,459,982        | 618,255  | 59,818                          |

## 日本の国立公園一覧

### 現存する国立公園
一覧
| 国立公園名               | 都道府県                                                                                 | 指定日         | 管轄する 地方環境事務所        | 備考 | 総面積(ha) | 特別保護地区 面積(ha) |
| ------------------------ | ---------------------------------------------------------------------------------------- | -------------- | ------------------------------ | --- | ---------- | --------------------- |
| 阿寒摩周国立公園         | 北海道                                                                                   | 1934年12月4日  | 北海道                         | 2017年8月8日付で阿寒国立公園より改称                                                                    | 91,413     | 10,460                |
| 大雪山国立公園           | 北海道                                                                                   | 1934年12月4日  | 北海道                         | | 226,764    | 36,807                |
| 支笏洞爺国立公園         | 北海道                                                                                   | 1949年5月16日  | 北海道                         | | 99,473     | 2,706                 |
| 知床国立公園             | 北海道                                                                                   | 1964年6月1日   | 北海道                         | | 38,954     | 23,526                |
| 利尻礼文サロベツ国立公園 | 北海道                                                                                   | 1974年9月20日  | 北海道                         | 利尻礼文国定公園から昇格                                                                                | 24,166     | 9,720                 |
| 釧路湿原国立公園         | 北海道                                                                                   | 1987年7月31日  | 北海道                         | | 28,788     | 6,490                 |
| 日高山脈襟裳十勝国立公園 | 北海道                                                                                   | 2024年6月25日  | 北海道                         | 日高山脈襟裳国定公園から昇格、同時に改称                                                                | 252,178    | 73,743                |
| 十和田八幡平国立公園     | 青森県、岩手県、秋田県                                                                   | 1936年2月1日   | 東北                           | 指定時は十和田国立公園、後に改称                                                                        | 85,534     | 13,288                |
| 磐梯朝日国立公園         | 山形県、福島県、新潟県                                                                   | 1950年9月5日   | 東北                           | | 186,375    | 18,338                |
| 三陸復興国立公園         | 青森県、岩手県、宮城県                                                                   | 1955年5月2日   | 東北                           | 指定時は陸中海岸国立公園、2013年5月24日に青森県部分を追加して改称。後に南三陸金華山国定公園区域を編入。 | 28,539     | 848                   |
| 日光国立公園             | 福島県、栃木県、群馬県                                                                   | 1934年12月4日  | 関東                           | 後に尾瀬地区を尾瀬国立公園として分離                                                                    | 114,908    | 1,187                 |
| 富士箱根伊豆国立公園     | 東京都、神奈川県、山梨県、静岡県                                                         | 1936年2月1日   | 関東                           | 指定時は富士箱根国立公園、後に改称                                                                      | 121,749    | 7,693                 |
| 秩父多摩甲斐国立公園     | 埼玉県、東京都、山梨県、長野県                                                           | 1950年12月4日  | 関東                           | 指定時は秩父多摩国立公園、後に改称（区域は変更されていない）                                            | 126,259    | 3,791                 |
| 南アルプス国立公園       | 山梨県、長野県、静岡県                                                                   | 1964年6月1日   | 関東                           | | 35,752     | 9,181                 |
| 小笠原国立公園           | 東京都                                                                                   | 1972年10月16日 | 関東                           | | 6,629      | 4,934                 |
| 尾瀬国立公園             | 福島県、栃木県、群馬県、新潟県                                                           | 2007年8月30日  | 関東                           | 日光国立公園から尾瀬地域を分離                                                                          | 37,200     | 9,386                 |
| 中部山岳国立公園         | 新潟県、富山県、長野県、岐阜県                                                           | 1934年12月4日  | 中部                           | | 174,323    | 64,129                |
| 伊勢志摩国立公園         | 三重県                                                                                   | 1946年11月20日 | 中部                           | | 55,544     | 1,003                 |
| 上信越高原国立公園       | 群馬県、新潟県、長野県                                                                   | 1949年9月7日   | 中部                           | | 148,194    | 9,201                 |
| 白山国立公園             | 富山県、石川県、福井県、岐阜県                                                           | 1962年11月12日 | 中部                           | 白山国定公園から昇格                                                                                    | 49,900     | 17,857                |
| 妙高戸隠連山国立公園     | 新潟県、長野県                                                                           | 2015年3月27日  | 中部                           | 上信越高原国立公園から分離                                                                              | 39,772     | 3,552                 |
| 吉野熊野国立公園         | 三重県、奈良県、和歌山県                                                                 | 1936年2月1日   | 近畿                           | 後に、和歌山県内の2自然公園を編入。                                                                     | 61,406     | 4,490                 |
| 山陰海岸国立公園         | 京都府、兵庫県、鳥取県                                                                   | 1963年7月15日  | 近畿                           | 山陰海岸国定公園から昇格                                                                                | 8,783      | 600                   |
| 大山隠岐国立公園         | 鳥取県、島根県、岡山県                                                                   | 1936年2月1日   | 中国四国                       | 指定時大山国立公園、後に改称                                                                            | 35,353     | 2,234                 |
| 足摺宇和海国立公園       | 愛媛県、高知県                                                                           | 1972年11月10日 | 中国四国                       | 足摺国定公園から昇格、後に改称                                                                          | 11,345     | 961                   |
| 雲仙天草国立公園         | 長崎県、熊本県、鹿児島県                                                                 | 1934年3月16日  | 九州                           | 指定時雲仙国立公園、後に改称                                                                            | 28,279     | 589                   |
| 霧島錦江湾国立公園       | 宮崎県、鹿児島県                                                                         | 1934年3月16日  | 九州                           | 指定時霧島国立公園、後に「霧島屋久国立公園」、2012年3月16日に屋久島国立公園を分離して改称               | 36,605     | 4,961                 |
| 阿蘇くじゅう国立公園     | 熊本県、大分県                                                                           | 1934年12月4日  | 九州                           | 指定時阿蘇国立公園、後に改称。なお、くじゅうは久住と九重を掛けている。                                  | 72,678     | 1,997                 |
| 西海国立公園             | 長崎県                                                                                   | 1955年3月16日  | 九州                           | | 24,646     | 80                    |
| 屋久島国立公園           | 鹿児島県                                                                                 | 2012年3月16日  | 九州                           | 霧島屋久国立公園から屋久島地域を分離                                                                    | 24,566     | 7,669                 |
| 奄美群島国立公園         | 鹿児島県                                                                                 | 2017年3月7日   | 九州                           | 奄美群島国定公園からの昇格                                                                              | 42,196     | 5,248                 |
| 西表石垣国立公園         | 沖縄県                                                                                   | 1972年5月15日  | 九州                           | 西表政府立公園を移管。指定時西表国立公園、後に改称                                                      | 40,658     | 5,181                 |
| 慶良間諸島国立公園       | 沖縄県                                                                                   | 2014年3月5日   | 九州                           | 沖縄海岸国定公園から慶良間諸島地域を分離して国立公園に昇格                                              | 3,520      | 305                   |
| やんばる国立公園         | 沖縄県                                                                                   | 2016年9月15日  | 九州                           | 沖縄海岸国定公園から山原地域北部の森林・海岸地帯の大半を分離して国立公園に昇格                          | 17,352     | 3,009                 |
| 瀬戸内海国立公園         | 大阪府、兵庫県、和歌山県、岡山県、広島県、山口県、徳島県、香川県、愛媛県、福岡県、大分県 | 1934年3月16日  | 共同管理(近畿、中国四国、九州) | | 67,308     | 978                   |

特徴
| 国立公園名       | 特徴（環境省HPより引用）                                                                                               | 主な名所 | 写真                         |
| ---------------- | --- | --- | ---------------------------- |
| 阿寒摩周         | 二つの巨大な複式火山地形、火山と森と湖の原始的景観                                                                     | 阿寒湖、雄阿寒岳、雌阿寒岳、屈斜路湖、摩周湖、アトサヌプリ | 摩周湖                       |
| 大雪山           | 日本最大級の原始的国立公園                                                                                             | 旭岳、十勝岳、トムラウシ山、富良野岳、層雲峡 | 冬の大雪山系                 |
| 支笏洞爺         | 様々な型式の火山及び火山地形、火山現象                                                                                 | 支笏湖、樽前山、恵庭岳、定山渓、洞爺湖、有珠山、昭和新山、倶多楽湖、羊蹄山、登別温泉 | 洞爺湖と昭和新山             |
| 知床             | 原始的半島景観 | 知床岬、知床五湖、知床八景、羅臼岳 | 知床五湖（一湖と五連山）     |
| 利尻礼文サロベツ | 火山、海蝕景観及び湿原、沼沢、砂丘景観                                                                                 | 利尻島・利尻山、礼文島・礼文岳、サロベツ原野 | サロベツ原野の花園と利尻山   |
| 釧路湿原         | 日本最大の湿原、ラムサール条約登録湿地                                                                                 | 釧路湿原 | 釧路湿原のタンチョウヅル     |
| 日高山脈襟裳十勝 | 日本最大の原生流域、長大な脊梁山脈の氷食地形と高山植生、海食崖・海成段丘                                               | 襟裳岬、アポイ岳、豊似湖、（日高山脈）幌尻岳、十勝幌尻岳 | 戸蔦別岳と七つ沼カール       |
| 十和田八幡平     | 湖水美の典型、火山性高原と温泉群                                                                                       | 十和田湖、奥入瀬渓流、八甲田山、酸ヶ湯温泉、岩手山・八幡平、乳頭山、秋田駒ヶ岳、乳頭温泉 | 十和田湖畔                   |
| 磐梯朝日         | 爆裂式火山と火山性湖沼群、山岳宗教                                                                                     | 出羽三山、朝日連峰、飯豊連峰、磐梯山、磐梯高原、五色沼、吾妻山、安達太良山、猪苗代湖 | 五色沼の毘沙門沼と磐梯山     |
| 三陸復興         | 日本最大級の海食崖とリアス海岸                                                                                         | （三陸海岸：）蕪島、種差海岸、北山崎、鵜ノ巣断崖、浄土ヶ浜、三貫島、碁石海岸、高田松原、巨釜半造、江島、金華山 | 浄土ヶ浜                     |
| 日光             | 日本式風景の典型、東照宮等の人文景観                                                                                   | 日光白根山、男体山、那須岳、日光東照宮、鬼怒沼、那須平成の森 | 男体山と二荒山神社の鳥居     |
| 富士箱根伊豆     | 火山景観、火山性湖沼、温泉群、火山列島                                                                                 | 富士山、富士五湖、青木ヶ原、白糸ノ滝、箱根山、芦ノ湖、箱根温泉、天城山、達磨山、大室山、城ヶ崎海岸、伊豆諸島（伊豆大島から八丈島まで） | 三保の松原と富士山           |
| 秩父多摩甲斐     | 代表的水成岩山地と原生林                                                                                               | 金峰山、瑞牆山、大菩薩嶺、雲取山、三峰山、御岳山、西沢渓谷と東沢渓谷、御岳昇仙峡 | 瑞牆山                       |
| 南アルプス       | 日本最高標高の構造山地、アルプス的景観                                                                                 | （赤石山脈＝南アルプス）甲斐駒ヶ岳、仙丈ヶ岳、北岳、間ノ岳、農鳥岳、塩見岳、荒川岳、赤石岳、聖岳 | 赤石山脈                     |
| 小笠原           | 海底火山脈に属する火山列島の島嶼及び海蝕崖景観、亜熱帯地域の海洋島                                                     | | 父島の小湊海岸・コペペ海岸   |
| 尾瀬             | 本州最大の高層湿原と山岳景観                                                                                           | 尾瀬ヶ原、尾瀬沼、大江湿原、燧ヶ岳、至仏山、会津駒ヶ岳、三条の滝 | 尾瀬ヶ原と至仏山             |
| 中部山岳         | 構造山地のアルプス的景観、渓谷美                                                                                       | 白馬岳、鹿島槍ヶ岳、立山、剱岳、薬師岳、槍ヶ岳、穂高岳、焼岳、五色ヶ原 (乗鞍岳)、上高地、乗鞍高原、白骨温泉、黒部峡谷 | 白馬岳と秋の白馬大雪渓       |
| 伊勢志摩         | 沈降と隆起を繰り返し形成されたリアス式海岸や海蝕崖、伊勢神宮とその背後に広がる宮域林                                   | 二見浦、鳥羽湾、的矢湾、英虞湾、五ヶ所湾、伊勢神宮、宮域林（神路山、島路山、高倉山） | 英虞湾の日の出               |
| 上信越高原       | 火山性高原、構造山地のアルプス的景観、温泉群                                                                           | 谷川岳、苗場山、岩菅山、志賀高原、草津白根山、浅間山、菅平高原、草津温泉、四万温泉、野沢温泉 | 晩秋の谷川岳                 |
| 白山             | 自然性の高い火山孤峰、信仰と伝説で古来有名な名山、白山神社の本体                                                       | 白山、白山比め神社奥宮、両白山地 | 白山                         |
| 妙高戸隠連山     | 火山非火山が密集する山岳景観                                                                                           | 妙高山、黒姫山、飯縄山、戸隠山、新潟焼山、野尻湖、雨飾山、赤倉温泉 | 野尻湖と山々                 |
| 吉野熊野         | 水成岩の山地を深くうがつ峡谷、歴史と伝説、山岳宗教                                                                     | 吉野山、大峰山、熊野古道、大台ヶ原、瀞峡、瀞八丁、七里御浜、橋杭岩、那智山、那智滝、那智原始林 | 北山川の瀞峡                 |
| 山陰海岸         | 鳥取砂丘を含む日本海側の海岸を代表する景観                                                                             | 久美浜湾、城崎温泉、玄武洞、竹野海岸、香住海岸、浦富海岸、鳥取砂丘 | 竹野海岸の竹野浜             |
| 大山隠岐         | 中国地方の最高峰、歴史と伝説、外海多島海景観並びに半島景観                                                             | 大山、蒜山、蒜山高原、三徳山、国賀海岸、白島海岸、浄土ヶ浦、地蔵崎、加賀の潜戸、日御碕、三瓶山 | 白島海岸（隠岐の島町）       |
| 足摺宇和海       | 隆起海岸の断崖景観、沈降海岸の海蝕景観                                                                                 | 足摺岬、白山洞門、竜串海岸、大堂海岸、滑床渓谷、宇和海、柏島、日振島 | 大堂海岸、柏島と沖の島       |
| 雲仙天草         | 雲仙岳の山岳景観と温泉、切支丹遺跡、内海多島海景観                                                                     | 雲仙岳、雲仙温泉、九十九島、天草松島、妙見浦、羊角湾、本渡城、富岡城 | 雲仙温泉・雲仙地獄と雲仙岳   |
| 霧島錦江湾       | 集成火山景観、海域カルデラの錦江湾と活火山桜島の景観                                                                   | 霧島山・高千穂峰、えびの高原、霧島温泉、錦江湾、桜島、開聞岳、池田湖、鰻池、知林ヶ島、佐多岬 | 桜島と噴煙                   |
| 阿蘇くじゅう     | カルデラ景観、草原美                                                                                                   | 阿蘇山、久住高原、九重山、飯田高原、由布岳、鶴見岳、城島高原 | 阿蘇カルデラと阿蘇山         |
| 西海             | 外海多島海景観、切支丹遺跡                                                                                             | 九十九島、烏帽子岳、弓張岳、黒子島、阿値賀島、平戸島、生月島、五島列島 | 九十九島南部                 |
| 屋久島           | 九州地方の最高峰、顕著な標高差による植生の垂直分布、巨樹が形成する原生的自然景観、多雨な気候                           | 屋久島、口永良部島 | 屋久島の白谷雲水峡           |
| 奄美群島         | アマミノクロウサギなど希少な動植物が生息、世界北限のサンゴ礁も広がり、波の浸食でできた石灰岩の崖やマングローブ林がある | 奄美大島、喜界島、徳之島、沖永良部島、与論島 | 住用地区のマングローブ原生林 |
| 西表石垣         | 亜熱帯性常緑広葉樹林と日本最大のサンゴ礁景観、マングローブ林                                                           | 西表島、石西礁湖、名蔵アンパル、於茂登岳、川平湾、白保 | 川平湾                       |
| 慶良間諸島       | 海域の多様な生態系、透明度の高い海域、海から陸まで連続した多様な景観                                                   | | 座間味島の古座間味ビーチ     |
| やんばる         | 亜熱帯・照葉樹林が広がり、ヤンバルクイナ、オキナワトゲネズミ、ノグチゲラなど希少な動物が棲息している。                 | | やんばるの森                 |
| 瀬戸内海         | 世界的な多島海公園、歴史と伝統                                                                                         | 六甲山地、御崎、坂越、生島、家島諸島、淡路島、友ヶ島、和歌浦、雑賀崎、日生諸島、牛窓、鷲羽山、渋川海岸、芸予諸島、厳島神社、倉橋島、室積海岸、虹ヶ浜海岸、鳴門海峡、小豆島、屋島、塩飽諸島、五色台、琴弾公園、金刀比羅宮、芸予諸島、大山祇神社、佐田岬、両子山、高崎山 | 日生諸島                     |

### 日本統治時代の台湾にかつて存在した国立公園
- （台湾の統治権放棄により消滅）

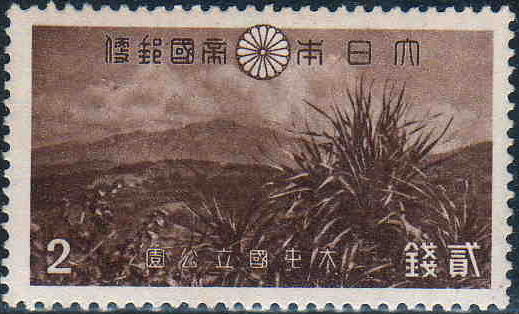
大屯山が描かれた日本の記念切手（1941年発行）

  - 大屯国立公園（1937年12月27日指定）
  - 次高タロコ国立公園（1937年12月27日指定）
  - 新高阿里山国立公園（1937年12月27日指定）

## 国立公園の利用
国立公園は、その地域の自然や景観などの保護だけでなく、「その利用の増進を図ることにより、国民の保健、休養及び教化に資する」ことをも目的としている（自然公園法1条）。現実にも、自然が豊かな国立公園内には多くの旅行者が訪れ、観光産業は地元や日本全体にとって重要になっている。また自然保護に対する国民の理解を得るためもあり、環境省は国立公園をナショナルパークとしてブランド化し、特に訪日外国人観光客に国立公園をもっと訪れてもらう「国立公園満喫プロジェクト」を開始。まずは阿寒から慶良間諸島までの8カ所について「国立公園ステップアッププログラム2020」を適用し、廃屋撤去などの景観改善などに取り組む。
環境省は2017年7月、国立公園の統一マークを制定した。
国立公園は自然公園法に基づき環境省が整備を進め、公園内に公園利用拠点である集団施設地区を指定し、国民休暇村や、環境に配慮したハイキングコースや自然遊歩道、自然観察などを目的としたビジターセンター、エコミュージアムセンター、キャンプ場などが整備されている。公園内の特別保護地区との規制と区別を明確にし、国立公園の保護と利用の調整が行われている。これらを観光資源とし、公園地区外に宿泊施設などを整備することにより、観光地として整備されている場合が多い。
新型コロナウイルス感染症の流行による緊急事態宣言に伴う自粛要請で疲弊した経済復興対策として、2020年4月30日に成立した補正予算の中に、環境省が国立公園でのワーケーションを推進する予算を盛り込んだ。
なお、一部の国立公園の特別保護地区の中には、宮内庁や神宮司庁が管理する区域がある。これらの多くは神域として管理されているものであり、管理者もしくはそれらから委託された者以外の入山などの立ち入り行為自体が禁止され、事実上、環境省の特別保護地区同様の規制が加えられている。また、その周囲のほとんどは環境省によって保護されている。